# 陸軍部尚書
陸軍部尚書（りくぐんぶしょうしょ）は、清朝末期に置かれた官職の一つ。従来存在した兵部尚書を改組して置かれた。陸軍次官にあたる陸軍侍郎（定員2名）も同時に置かれた。1910年12月4日の内閣制度発足に伴い、陸軍大臣（副大臣1名を併置）に改組された。
| 代数      | 姓名 | 就任日        | 備考                        |
| --------- | ---- | ------------- | --------------------------- |
| 1         | 鉄良 | 1906年11月7日 | 1910年2月16日病気により解任 |
| 2（代行） | 寿勲 | 1910年2月16日 |                             |
| 3         | 鉄良 | 不明          | 1910年3月17日病気により解任 |
| 4         | 廕昌 | 1910年3月17日 |                             |
| 5（代行） | 廕昌 | 1910年3月18日 |                             |
| 6         | 廕昌 | 1910年12月4日 |                             |